# Нлундулу, Дэн
Дэн Нлундулу (англ. Dan N'Lundulu; 5 февраля 1999 года, Франция) — английский футболист конголезского происхождения, нападающий клуба «Саутгемптон», выступающий на правах аренды за «Болтон Уондерерс».

## Карьера
Дэн имеет конголезское происхождение. Родился во Франции, в детстве переехал в Англию. Тренировался в академии «Челси». В 14 лет перешёл в академию «Саутгемптона». В сентябре 2019 года подписал с клубом двухлетний контракт. 25 октября 2020 года дебютировал в Премьер-лиге в поединке против «Эвертона», выйдя на поле на 89-й минуте вместо Че Адамса.
14 июля 2021 года Нлундулу заключил с «Саутгемптоном» новый трёхлетний контракт и сразу же был отдан в аренду до конца сезона 2021/22 клубу «Линкольн Сити» из Лиги 1.
Выступал за юношескую сборную Англии до 16 лет.